# Prodasineura hosei
Prodasineura hosei – gatunek ważki z rodziny pióronogowatych (Platycnemididae). Endemit Borneo, szeroko rozpowszechniony w północnej i północno-zachodniej części wyspy.